# Проєкт «Чаган»
Проєкт «Чаган» («Випробування 1004») — перший радянський промисловий термоядерний вибух, здійснений 15 січня 1965 на території Семипалатинського випробувального полігону (майданчик Балапан), Казахська РСР, за 100 км на північний захід від Семипалатинська, у свердловині діаметром близько 700 мм.

## Передісторія
У березні 1962 міністр середнього машинобудування Ю. П. Славський отримав доповідь фізиків-ядерників Юрія Бабаєва і Юрія Трутнєва «Про необхідність розгортання робіт з вивчення можливостей використання атомних та термоядерних вибухів в технічних та наукових цілях». Кожний пункт програми був детально розписаний та справляв дуже реалістичне враження. Славський з ентузіазмом підтримав звіт Трутнева та Бабаєва, і 1962 року в Радянському Союзі була запущена широкомасштабна програма «мирних атомних вибухів». У ній було задіяно більше десятка міністерств: Мінсередмаш, Мінгазпром, Міннафтопром, Мінвуглепром, Міненерго, Мінколірмет, Мінводгосп та інші, на замовлення яких проводилися вибухи.
За задумом радянських вчених, вирви від ядерних вибухів на викид могли б служити дуже зручними водосховищами: у таких резервуарах акумулювалися б весняні стоки, а невелике дзеркало випаровування та оплавлене дно дозволило б зберігати воду для потреб зрошення, скотарства, запобігти засоленню територій, тощо. Для Казахської РСР планувалося створити за допомогою ядерних вибухів на викид близько 40 штучних водойм загальним об'ємом 120—140 млн м³.
Керівником проєкту «Чаган» був призначений фізик Іван Турчин, досвідчений випробувач Всесоюзного науково-дослідного інституту експериментальної фізики (ВНІІЕФ).
Для здійснення проєкту необхідно було виконати «чистий» ядерний заряд із пониженими показниками залишкового забруднення місцевості.
Створення цього заряду проводилось на конкурсній основі, було представлено дві розробки:
- проєкт НДІ-1011(інші мови), який при випробуваннях не показав необхідної енергоефективності.
- проєкт КБ-11, випробування якого пройшли успішно.

Випробування пройшли 1964 року на Семипалатинському полігоні, був обраний до реалізації проєкт КБ-11.
Робота по створенню цього заряду була виконана колективом фахівців: Ю. О. Трутнєв, В. С. Лебедєв, В. Н. Мохов, В. С. Пінаєв.

## Вибух
Проєкт «Чаган» замислювали як аналогічний до американського проєкту Sedan — 104-кілотонн термоядерного вибуху на викид, вироблених[що?] 6 липня 1962 на випробувальному полігоні в штаті Невада (це був перший у світі промисловий ядерний вибух). Однак при створенні термоядерного заряду фахівці ВНДІЕФ домоглися вищого рівня його «чистоти» — 94 % проти 70 % пристрої Sedan. Це означало, що 94 % енергії вибуху забезпечувалося реакціями термоядерного синтезу, що не дають радіоактивних продуктів. Вибуховий пристрій потужністю 170 кілотонн (потужність ядерного вибуху в Хіросімі — близько 20 кілотонн) зовні являв собою контейнер діаметром 86 сантиметрів та завдовжки 3 метри.
Його було закладено в заплаві річки Чаган, у свердловині № 1004 на глибині 178 м. 15 січня 1965, о 05 годині 59 хвилин 59 секунд ранку за Гринвічем заряд був підірваний. Через 2,5 секунди після детонації почала формуватися хмара з розжарених газів, через 5 хвилин вона досягла висоти 4 800 метрів. Вибух викинув 10,3 млн тонн ґрунту на висоту 950 м, утворивши вирву діаметром 430 м і глибиною 100 м. Уламки скельних порід вагою в тисячі тонн і земля перекрили русло річки. «Такого красивого видовища від ядерного вибуху я раніше не бачив, хоча і побачив чимало ядерних вибухів у повітрі», — згадував згодом Турчин. Всупереч поширеній думці, вибух «Чаган» не порушував ратифікований в 1963 Договір про часткову заборону ядерних випробувань, оскільки останній забороняв проведення випробувань у всіх середовищах, крім підземного.

## Радіоактивне забруднення
Є відомості, що хмара від вибуху накрила територію 11 населених пунктів із загальним населенням 2 000 осіб Розрахункові дози опромінення щитоподібної залози в тих, хто проживав на найзабрудненіших територіях, лише за перші півтора року після вибуху склали більше 14 бер (при граничному рівні опромінення 0,5 бер на рік або 5 бер за 50 років).
Рівень гамма-випромінювання в навалі навколо вирви до кінця першої доби після вибуху склав 30 рентген/годину, через 10 днів — 1 рентген/годину. Рівень забруднення на дні кратера, заміряний 26 березня 1965 року, тобто через 2 місяці після вибуху, становив від 150 до 400 мілірентген/годину і був майже в 2 рази нижче, ніж по краях вирви — основна частина радіоактивних продуктів вибуху концентрувалася в поверхневому шарі навалу (близько 20 % радіоактивних продуктів вибуху потрапило в атмосферу, 30-40 % — у навал.)
Навесні 1965 русло річки Чаган з'єднали з вирвою каналом, який побудували за допомогою звичайних хімічних вибухів та землерийної техніки (кабіни бульдозерів, що виконували роботи, були захищені свинцевими листами товщиною до 5 мм). Всього в забрудненій зоні працювало 182 особи, але існує думка, що працівників було близько 300 осіб.
Заступник міністра охорони здоров'я СРСР встановив для них плановану аварійну дозу в 30 рентген (при нормі 5 рентген на рік).
За офіційними даними, з цих 182 осіб 121 отримав дозу до 3 рентген, 37 — від 3 до 5 рентген, 24 — від 5 до 9 рентген. Вважається, що ніхто з працівників не отримав дозу понад 9 рентген.
За опублікованими спогадами практично всі учасники робіт після роботи на об'єкті страждали хронічними захворюваннями.

## Озеро Чаган

Озеро Чаган

Весняний паводок заповнив вирву вибуху, внаслідок чого було утворено штучну водойму загальною ємністю 17-20 млн м³ — Чаганське озеро (Атом-Коль (Атомне озеро), також відоме як озеро Балапан), що складається з двох резервуарів. Зовнішній резервуар (площа дзеркала 3,5 км², об'єм 10 млн м³) являє собою частину русла р. Чаган та з'єднаний вузьким каналом із внутрішнім резервуаром (площа дзеркала 0,14 км², об'єм 7 млн м³) — власне вирвою, що має гладке склувате дно. 1966 року в лівобережній частині навалу встановили кам'яно-земляну греблю з водопропускними спорудами. Вважається, що міністр середнього машинобудування Юхим Славський був першою людиною, що викупався в кратері вибуху.
1966 року газета «Известия» писала:
… Внаслідок було створено прекрасне озеро Чаган з чистою прозорою водою. Місцевість перетворилася. На березі ми знаходили великі прозорі кристали гіпсу, які були розкриті вибухом.

… Сталася подія, на яку так довго чекали. Стояла звичайна для цих місць спека. Люди знемагали. Правда, на березі було трохи прохолодніше, але як манила ця безтурботна водна гладь! Воістину, близький лікоть, та не вкусиш… Поки що. Нарешті медики дали «добро», і всі мешканці селища побігли на пляж. Купалися довго, від душі…
У своїй книзі «Я — яструб» академік РАН В. М. Михайлов пише:
Діаметр вирви був близько п'ятисот метрів, глибина — сто метрів, а висота навалу ґрунту бруствера досягала сорока метрів. Це був перший наш ядерний вибух в мирних цілях для створення ємності запасів прісної води. Вибух був проведений в руслі річечки Чаган, яка влітку зазвичай пересихає. Вважали, що весною, коли йде активне танення снігу, вирва заповниться водою, якої вистачить на все посушливе в цих місцях літо для водопою тварин сусідніх радгоспів. Так і сталося: весною вирва заповнилася водою, а перед бруствером утворилося велике озеро завглибшки один-два метра, заливши близько двох квадратних кілометрів степової площі. Правда, ця заливна площа влітку висохла, а зі штучної вирви водопою не вийшло через порівняно велику в ній радіацію. Так і стоїть досі це озеро, наводячи жах на жителів сусідніх сіл. А річка Чаганка знайшла собі нове русло і тече весною, як сотні — тисячі років тому, огинаючи творіння рук людських.

Наступного року після вибуху, весною, ми приїхали порибалити в заливних водах, та й подивитися на наше диво. А чудо-озеро справило моторошне враження, причому не радіацією, яка була ще достатньо великою на бруствері озера, а чорнотою водної гладі та мляво похмурим навалом ґрунту навколо нього — вивернутих навиворіт брил нутрощів землі. Ми розташувалися біля заливного озера, наловили волоком линів, зварили юшку і ще довго дивилися на Атом-Куль, як називають місцеві жителі Атомне озеро. Ні, не діло це: якщо і може бути мирне застосування ядерних вибухів, то лише не в обжитих місцях.

### Біологічні експерименти
З кінця 60-х років дослідна біологічна станція на Атом-Колі провела ряд експериментів з дослідження впливу залишкової радіації на живі організми. Протягом декількох років в озеро було заселено 36 видів риб (у тому числі навіть амазонські піраньї), 27 видів молюсків, 32 види амфібій, 11 видів плазунів, 8 видів ссавців, 42 види безхребетних та майже 150 видів рослин, у тому числі водоростей. Майже всі ці види були нехарактерні для місцевої фауни, і 90 % організмів загинуло. Ті, що вижили, зазнали аномальної кількості мутацій та змін зовнішнього вигляду в потомства (наприклад, прісноводний рак надзвичайно збільшився в розмірах). 1974 року дослідну станцію закрили.

### Сучасне становище
Нині Казахстан вніс Чаган до списку місцевостей, що особливо сильно постраждали від ядерних випробувань. Рівень радіації навколо озера (створюваний переважно радіоактивними ізотопами кобальт-60, цезій-137, європій-152 та європій-154) досягає (2000) 2—3, у деяких місцях — до 8 мілірентген/годину (природний фон — 15-30 мікрорентген/годину). Радіоактивне забруднення води озера на кінець 1990-х рр. оцінювалося в 300 пікокюрі/літр (гранично допустимий рівень забруднення води за сумарною радіоактивністю альфа-частинок становить 15 пікокюрі/літр). До сих пір озеро використовується для водопою худоби.

## Фотографія
У двох зарубіжних працях, виданих в США в 90-х рр. (David Holloway, Stalin and the Bomb: The Soviet Union and Atomic Energy 1939—1956, Yale University Press, 1994 і Richard Rhodes, Dark Sun: The Making Of Hydrogen Bomb, Simon & Schuster, 1996) ця фотографія (вибух «Собака») позначається як фото випробування першого радянського ядерного пристрою РДС-1/Перша Блискавка (в англомовній літературі — Joe-1), проведеного в 1949 р. Однак на фотографії ясно видно, що «Собака» — підземний ядерний вибух (видно великі маси ґрунту, що викидаються), тоді як РДС-1 був ядерним зарядом, встановленим на башті в декількох метрах над землею. Сайт Семипалатинського ядерного полігону вказує на те, що ця фотографія також помилково ідентифікується як знімок «Випробування 1004», хоча від останнього «Собаку» можна відрізнити за відсутністю снігового покриву. Таким чином, ця фотографія не є знімком ні вибуху РДС-1, ні «Випробування 1004». Дата і точне місце вибуху «Собака» невідомі.